# Бомба
Бомба (латински bombus - прасак, тутњава) је експлозивна направа која генерише и ослобађа своју енергију путем деструктивног шок таласа.  Бомба је шупљи пројектил који може имати различите облике и који је напуњен различитим  материјама (експлозивним, нуклеарним, термонуклеарним, запаљивим или хемијским) или биолошким агенсима. Бомба се баца руком, помоћу неког оруђа или сопственим погоном. Бомба је намењена за дејство по живој сили, објектима и борбеној техници непријатеља.
Бомба изазива уништење или оштећење на објектима или живим бићима унутар полупречника шок таласа и механичким ударима делова, укључујући комаде кошуљице бомбе или од оближњих објеката који су вођени експлозијом. Бомбе се користе од 11. века почевши од Источне Азије.

## Историја
Венецијанци су 1378. године у борби против Мађара код Задра први пут употребили претечу бомбе са црним барутом. Кнез од Риминија Сигисмонд Малтести се сматра првим конструктором бомбе. Он је 1433. године лопту од ливеног гвожђа напунио црним барутом и опремио фитиљем. Те бомбе су бацане руком или су испаљиване из артиљеријских оруђа. 
У 16. веку бомба добија назив граната који је и данас у употреби а односи се на артиљеријске пројектиле, изузев минобацачких пројектила за које се користи назив мина. Назив бомба је задржан за пројектиле бацане руком, са ваздухопова, бродова (дубинске бомбе), помоћу разних бацача или сопственим погоном.

### Бомбе у Војсци Краљевине Србије
Бомбе су крајем 19. и почетком 20. века користили припадници ВМОРО (Вътрешна македоно-одринска революционна организациябугарске) у борби против Турака. Биле су то  бомбе "Македонке" које су произвођене у Софији у  радионици за производњу бомби коју је 1895. године отворио Наум Туфекчијев, председник Македонског комитета. Ове бомбе су пуњене мешавином калијум-хлората и шећера у праху. Као упаљач је коришћена стаклена ампула са сумпорном киселином. Иако је радионица затворена већ наредне године од стране бугарске владе широм земље су никле бројне примитивне радионице за израду бомби. Мноштво ових радионаца је довело да такве бомбе буду различитих облика (округли, крушкасти, четвртасти), тела изливеног од различитих материјала, различитих пуњења и упаљача (од упаљача са киселином, преко ударних до штапинских који су се активирали отвореним пламеном).
Са првим бомбама српске комите су се среле на Овчем пољу 1903. године у сусрету са бугарском Скопско-кумановском четом Николе Петкова Пушкарова. Пушкаров је са својим саборцима пребачен у Врање како би избегао турску потеру па је у знак захвалности током седмодневног боравка обучио чланове Одбора српске четничке акције у изради бомби. Прва радионица за израду бомби у Србији је отворена у Врању у кући Јанче Јовановића Балџије. 
Неколико комада ових релативно примитивних бомби је стигло и до Војнотехничког завода (ВТЗ) у Крагујевцу односно управнику Пиротехничке радионице мајору Миодрагу Васићу. Мајор Васић је приступио изради два прототипа - коцкастог облика и облика квадра са једнакостраничном основом. Ипак, на примедбу да је бомба тог облика непрактична за ношење израђена је варијанта у облику спљоштеног квадра. Ова верзија бомбе је прорачунски имала ефикасност од 51 до 60% док је првобитан коцкасти протототип имао ефикасност од 60%. Када је реч о самом облику он је правдан чињеницом да се за разлику од лоптастих или крушкастих бомби оваква бомба неће откотрљати са места пада. Осим тога, перкусиони упаљач који је  Васић применио на овој бомби  био је нешто ново како због једноставне израде тако и због високе поузда-ности. Због тога је уз минималне измене овакав тип упаљача остао у употреби све до краја 20. века. 
Током 1904. године ВТЗ је отпочео производњу бомбе познате као Систем Крагујевац (Крагујевка), Систем Васић (Васићка) или ВТЗ. Бомба је званично понела ознаку М1904. До 1912. године Васић је отклонио до тада уочене недостатке и усавршио прву српску бомбу. Нов модел је понео ознаку М1912 и своју ефикасност показао посебно у опсади Једрена.

## Врсте бомби[2]
- Графитна бомба
- Ручна бомба
- Авионска бомба
- Дубинска бомба
- Управљива бомба (вођени пројектил)
- Рововска бомба (мина)

### Неконвенционалне бомбе
- Касетна бомба
- Нуклеарна бомба